# والتر هیلبراندز
والتر هیلبراندز (آلمانی: Walter Hilbrands؛ ‏زاده ۵ ژوئیه ۱۹۶۵) دین‌شناس و الهی‌دان انجیلی اهل آلمان است. او از سال ۲۰۱۶ رئیس «دانشگاه آزاد الهیات» گیسن است.
وی رشتهٔ الهیات را در گیسن و کامپن فرا گرفت و در هلند دستیار «پروفسور کورنلیس هوتمن» بود. سپس در رشتهٔ مطالعات عهد عتیق در «کالج بایبل» در کیرشبرگ ان در یاگست ادامه تحصیل داد. پس از آن، مدرس زبان عبری و عهد عتیق «دانشگاه آزاد الهیات گیسن» شد و اکنون رئیس همین دانشگاه است. پژوهش‌های او بر حوزه‌های پیشاتاریخ، کتاب جامعه، نقد انجیل و روش‌شناسی تفسیری متمرکز است. برخی از مقالات او در «دایرةالمعارف علمی کتاب مقدس در اینترنت» منتشر شده‌است. وی از سال ۲۰۰۹ سردبیر «سالنامهٔ الهیات انجیلی» (JETh) بوده‌است. از زمان تغییر فرمت این نشریه و برخط شدن آن در سال ۲۰۱۷، او سرپرست «کارگروه الهیات انجیلی» (AfeT) بوده‌است. او خود ۳۰ نقد در سالنامهٔ الهیات انجیلی و نقدهایی در کارگروه الهیات انجیلی منتشر کرده‌است. او یکی از صاحب‌نظران عهد عتیق و عضو «انجمن متون علمی کتاب مقدس» (SBL) است.